# Soraia dos Santos
Soraia Neudil dos Santos (ur. 13 stycznia 1984 roku w São Paulo) – brazylijska siatkarka grająca na pozycji atakującej. Karierę sportową rozpoczęła w wieku 14 lat w Sport Clube Corinthians Paulista. W sezonie 2012/2013 była zawodniczką Budowlanych Łódź, z których odeszła w trakcie rozgrywek. W styczniu 2013 roku została siatkarką zespołu Halkbank Gazi Üniversitesi występującego w II. lidze tureckiej.

## Kluby
| Klub                              | Lata gry  |
| --------------------------------- | --------- |
| Sport Clube Corinthians Paulista  |           |
| Pinheiros/Blue Life               | 2003−2004 |
| Automóvel Clube de Campos         | 2004−2005 |
| Flamengo/Governo do Estado do Rio | 2005−2006 |
| Rexona-Ades Rio de Janeiro        | 2006−2007 |
| Cimed/Macaé                       | 2007      |
| Vôlei Futuro                      | 2007−2008 |
| Praia Clube                       | 2008      |
| Brunelli Volley Nocera Umbra      | 2008−2009 |
| Buzzi & Buzzi Busnago             | 2009−2010 |
| Biancoforno Volley Santa Croce    | 2010−2011 |
| Acqua Paradiso Busnago            | 2011−2012 |
| Budowlani Łódź                    | 2012      |
| Halkbank Gazi Üniversitesi        | 2013      |